# Bare (Jajce, BiH)
Bare su naseljeno mjesto u općini Jajce, Federacija Bosne i Hercegovine, BiH.

## Stanovništvo

### 1991.
Nacionalni sastav stanovništva 1991. godine, bio je sljedeći:
ukupno: 225 
- Hrvati - 223 (99,11%)
- Jugoslaveni - 2 (0,89%)

### 2013.
Nacionalni sastav stanovništva 2013. godine, bio je sljedeći:
ukupno: 252
- Hrvati -  251 (99,60%)
- ostali, neopredijeljeni i nepoznato - 1 (0,40%)